# キアロスクーロ

ジョバンニ・バリオーネ『神の愛対世俗的な愛』（1602年 - 1603年）油彩、キャンバス、179 x 118 cm。絵画館（ベルリン）蔵

キアロスクーロ（chiaroscuro）とはイタリア語で「明-暗」という意味で、美術においては、明暗のコントラスト（対比）を指す言葉。それを用いた技法が「明暗法（めいあんほう）」「陰影法（いんえいほう）」である。
この言葉はいろいろな意味で使われる。
- 作品全体に影響を及ぼすような大胆な明暗のコントラスト、および、それを作品の構成に用いる技法。
- 人間の体のような3次元のオブジェの質感を光（必ずしも強烈である必要はない）のコントラストで表現する技法。
- キアロスクーロ木版画（chiaroscuro woodcuts）。それぞれが違う色のための版木で印刷されたカラーの木版画。
- キアロスクーロ素描（chiaroscuro drawing）。色のついた紙（着彩紙）に暗色と白のハイライトで素描したもの。
- 映画や写真では、明暗を強調した照明効果を指す。

## 起源
「キアロスクーロ」という語は元々、ルネサンス期の着彩紙への素描、つまり、キアロスクーロ素描を意味した。画家はベースとなる色の紙の上に素描する際、白のガッシュを使って「明」を、暗いインク・ガッシュ・水彩を使って「暗」を表現した。キアロスクーロ素描の技術は、歴史がローマ帝国後期の紫色に染められたベラム革を使った写本まで遡る装飾写本の伝統から引き出されたものである。また、キアロスクーロ版画はこの技法の模倣になる。イタリアでは「キアロスクーロ」という語が1色か2色で描かれた絵を意味する時がある（英語やフランス語では、それは「グリザイユ」と呼ばれている）。しかし、早い段階でこの語は、現在使われているような、絵の中の明るい部分と暗い部分の強烈なコントラストの意味に使われるようになった。

## 立体感表現のための明暗法

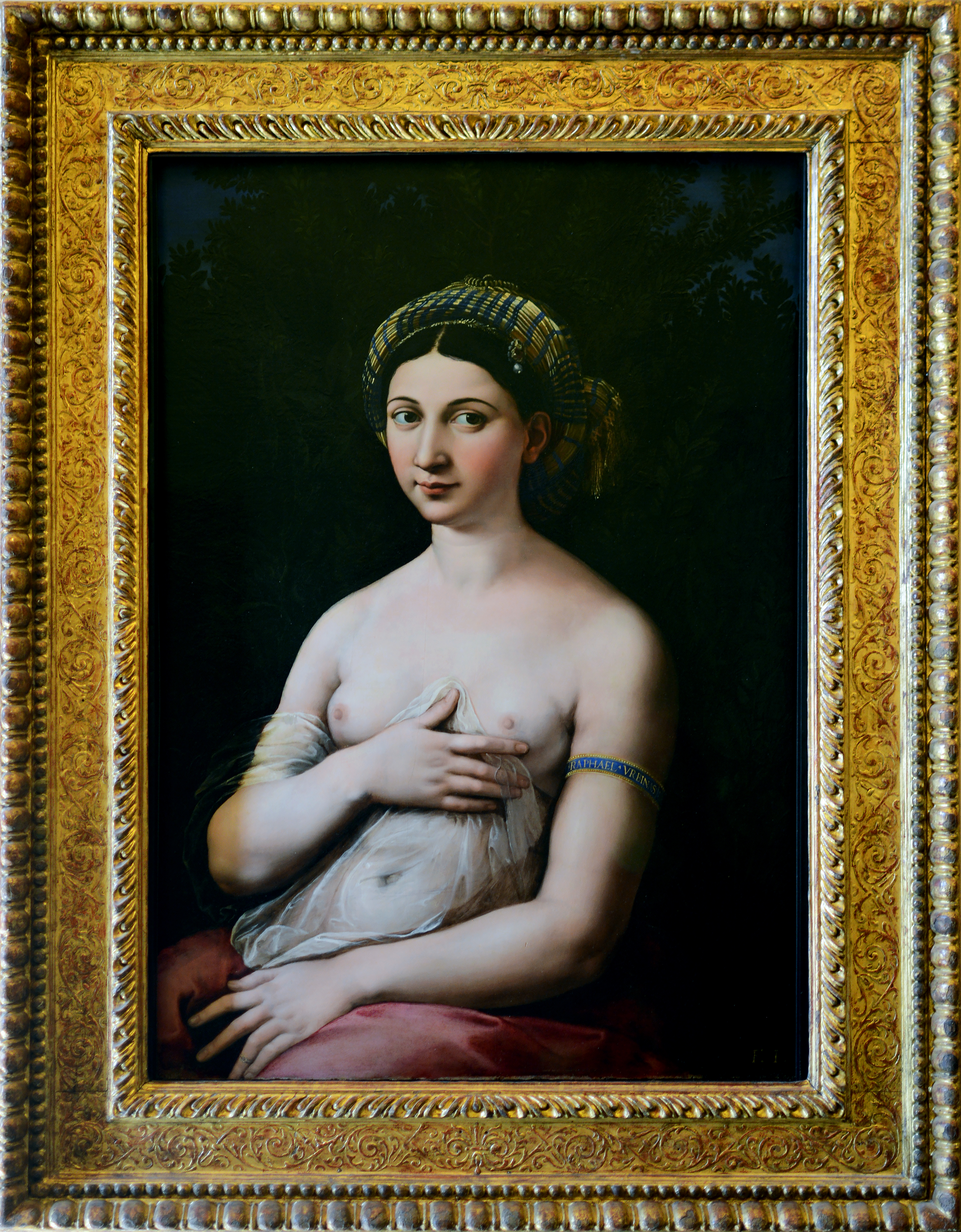
ラファエロ作『ラ・フォルナリーナ』。右側の肩と腕の部分に繊細な立体感表現が見られる。

絵画・素描・版画における光の効果を使った立体感表現法を明暗法という。3次元の質感は陰影（shading）によって表現される。この技法は中世に発達し、15世紀初期にはイタリアやフランドルの絵画および装飾写本でスタンダードな技法になっていて、それから西洋絵画にあまねく広まった。
図に示したラファエロの絵には2つの明暗法が使われている。
- 左から射す光によって、明暗が漸次的変化（グラデーション）して、人物に量感を与えている。
- 明るい人物と暗い群葉の背景との間に強烈な明暗のコントラストがある。

この文脈での明暗法は前者の立体感表現法であり、後者は構成的な明暗法と言える。
イングランドの細密肖像画家ニコラス・ヒリヤード（Nicholas Hilliard）は明暗法による立体感表現に反対で、論文の中で、ヒリヤードが最低限使っている以上の明暗法の使用に異議を唱えたが、それはパトロンであったエリザベス1世の意見を反映したものだった。「そのものを一番良く魅せるのに必要なものは、物の影ではなく開放的な光と考えます。ですから、女王陛下がお座りになる場所は、近くに木などない、いかなる影もない、美しいお庭の広々とした小道こそお相応しい」。
素描や版画のハッチングでも明暗法による立体感表現が使われることが多かった。

## キアロスクーロ版画

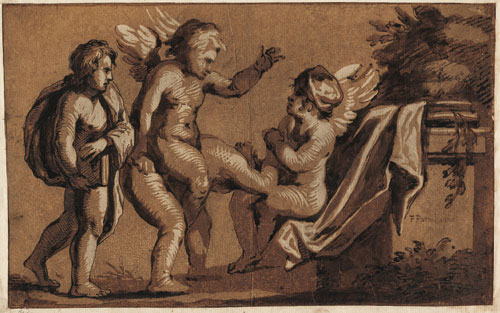
戯れるクピドたちを描いたキアロスクーロ版画。16世紀イタリアの不詳の画家

キアロスクーロ版画とは、異なる色を印刷するのに2つ以上の版木を使うオールド・マスター・プリント（Old master print）である。1508年にキアロスクーロ版画を発明したのはドイツのハンス・ブルクマイアーだった。イタリアではその2、3年後、ウーゴ・ダ・カルピ（Ugo da Carpi）が最初にキアロスクーロ版画を制作した。他にキアロスクーロ版画を作った美術家には、ルーカス・クラナッハ、ハンス・ヴェヒトリン（Hans Wechtlin）、ハンス・バルドゥング、パルミジャニーノらがいる。ドイツではキアロスクーロ版画はほんの数年使われただけだったが、イタリアでは16世紀中使われた。それ以降では、オランダのヘンドリック・ホルツィウスがたまに用いた。ドイツでは通常、ラインブロックと呼ばれる線のみの1つの版木と、1つ以上のトーンブロックと呼ばれる色を平たく塗る版木で制作された。一方イタリアでは通常、異なる効果を出すためトーンブロックしか使わず、この語が元々意味していた素描、あるいは水彩に近かった。

## 構成的な明暗法

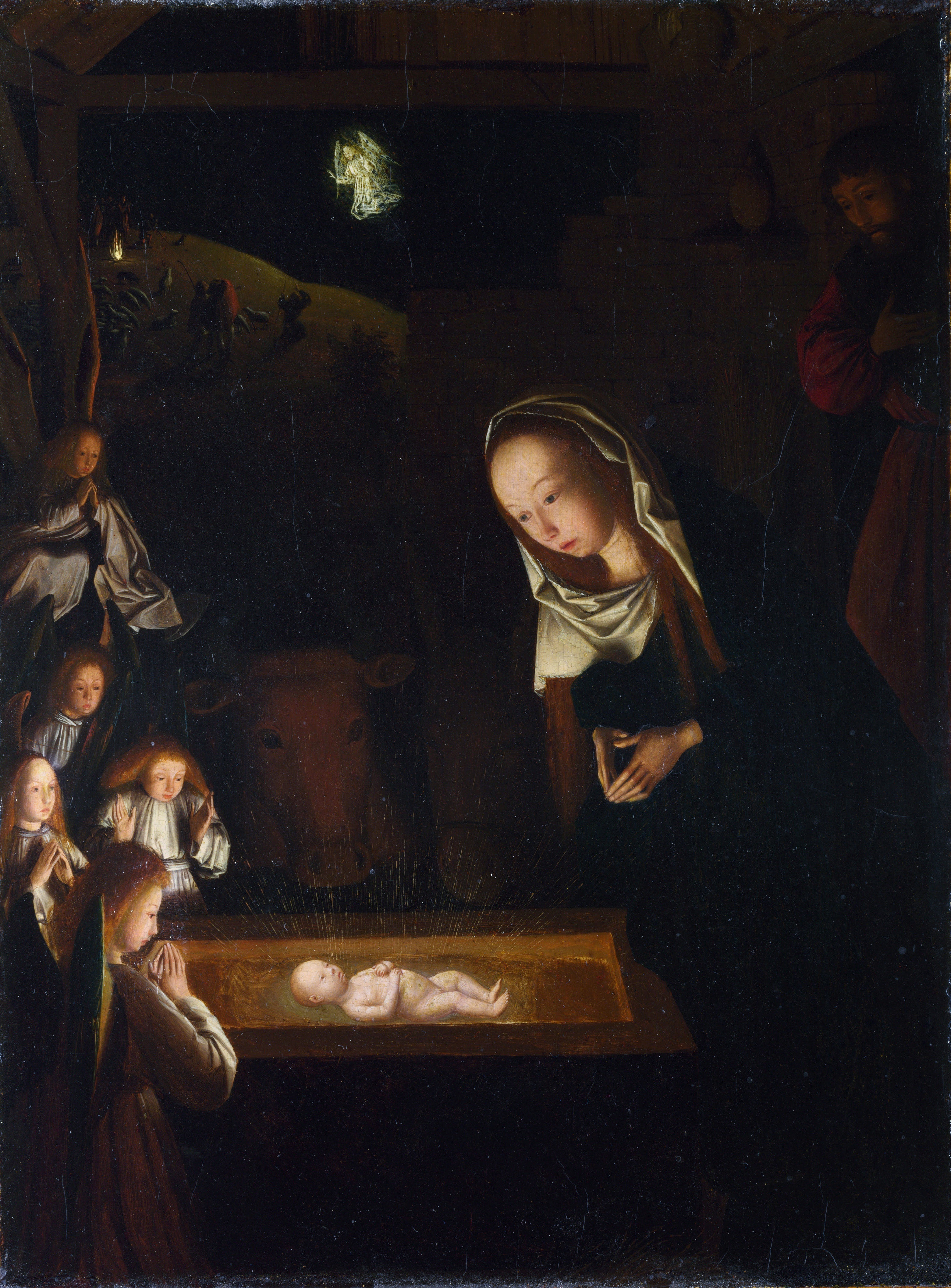
ヘールトヘン・トット・シント・ヤンス『キリスト降誕』（1490年頃）

装飾写本は（その結果は必ずしも一般の目に触れたわけではないが）野心的な照明効果の実験を試みていた。
スウェーデンの聖ビルギッタのキリスト降誕の幻視が、北ヨーロッパにおける構成的な明暗法の開発に大きな刺激を与えた。聖ビルギッタは幼子イエスが光を放っていたと語ったのである。そのことから、『キリスト降誕』図を描く時にそれ以外の光を否定するようになり、バロック期を通してごく普通に明暗法を使うようになった。フーゴー・ファン・デル・グースとその弟子たちは蝋燭の光1本、あるいは幼子イエスの放つ光だけ光源を持たない絵を数多く描いた。その絵は他のバロック絵画より静寂さと落ち着きを有していた。
16世紀のマニエリスム絵画とバロック絵画では、強烈な明暗が人気になった。神の光はティントレットやパオロ・ヴェロネーゼ、それに二人の多くの弟子たちの作品を（隅々までとは言わないが）照らし続けた。暗い物体が、単一でしばしば目に見えない光源から放たれる一条の光によって劇的に照らされるという、この構成的な明暗法を発展させたのが、ウーゴ・ダ・カルピであり、ジョヴァンニ・バリオーネであり、カラヴァッジオであった。とくにカラヴァッジオは、劇的な明暗法が支配的な技法となるテネブリズムの発達に重大な貢献をした。

## 17世紀・18世紀

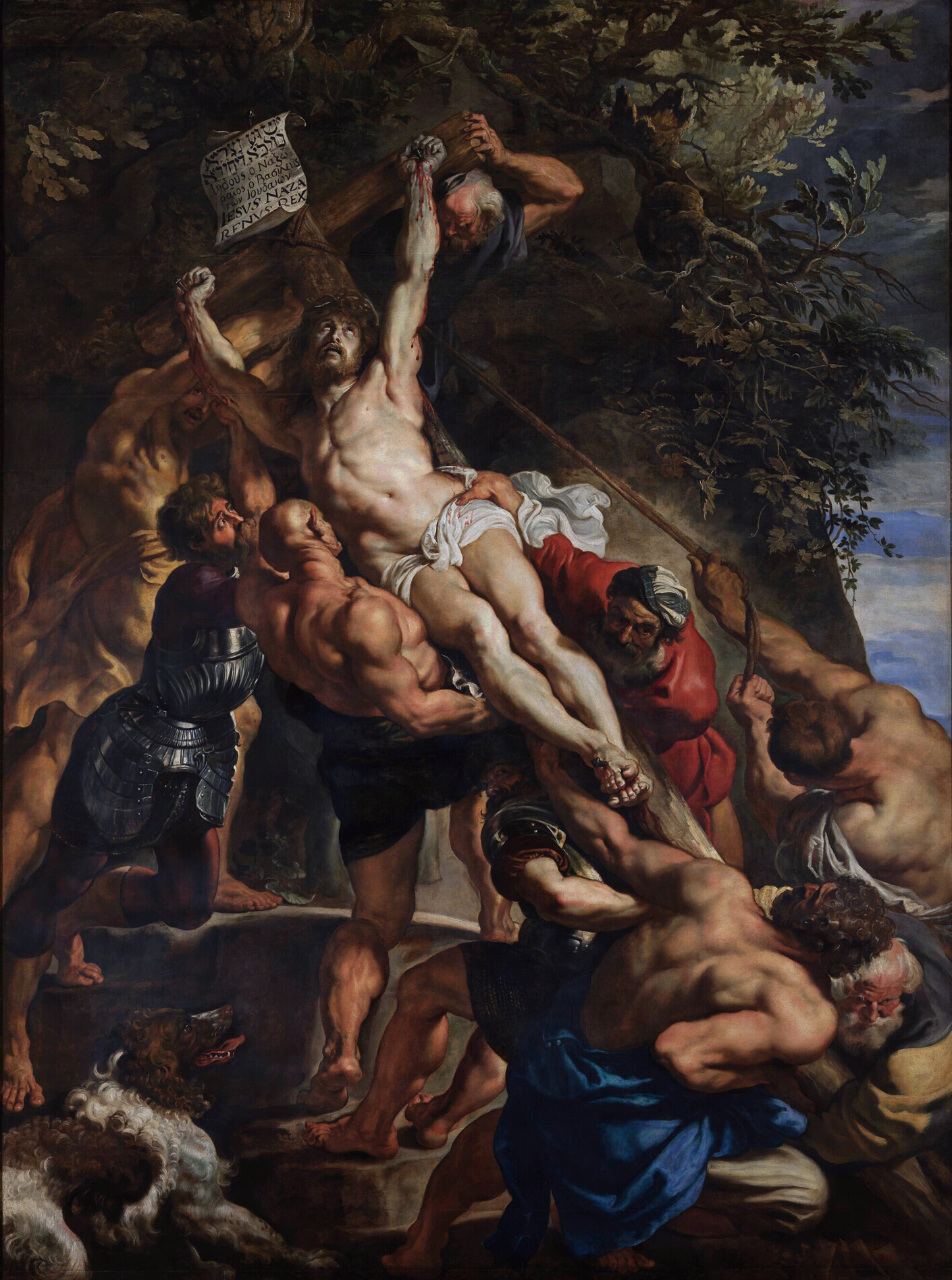
ピーテル・パウル・ルーベンス『キリスト昇架』（1610年 - 1611年）の中央パネル

テネブリズムはとくにスペインと、スペインの支配するナポリ王国で流行した。その代表はホセ・デ・リベーラとその弟子たちである。ローマ在住のドイツ人画家アダム・エルスハイマーは主として火と月光によって照らされた夜景の絵を多数制作した。カラヴァッジオと違って、エルスハイマーは暗の部分に非常に細心の注意を払った。カラヴァジオとエルスハイマーの影響を強く受けたのがピーテル・パウル・ルーベンスである。ルーベンスは図で示した『キリスト昇架』などの作品でテネブリズムのアプローチを劇的効果として利用した。
蝋燭の光に照らされた夜の絵がジャンルとして発達した。それはただちに、ヘールトヘン・トット・シント・ヤンスら北の画家たちの関心をカラヴァッジオとエルスハイマーの革新に戻させた。17世紀の最初の10年間、ネーデルラント出身の多くの画家たちがこの主題で絵を描いた。ヘラルト・ファン・ホントホルストやディルク・ファン・バビューレンといったユトレヒト派（Utrecht caravaggism、ユトレヒト・カラヴァッジョ主義）の画家たち、ヤーコブ・ヨルダーンスといったフランドル・バロック絵画（Flemish Baroque painting）の画家たちである。1620年以降のレンブラントの初期の作品も1本の蝋燭の光を光源に使っていた。この「蝋燭の光に照らされた夜の絵」は小規模だが17世紀中期のネーデルラント連邦共和国のヘラルト・ドウやゴドフリート・スカルッケンらFijnschilderの作品の中に再び現れた。
ネーデルラント以外では、フランスのジョルジュ・ド・ラ・トゥールやトロフィーム・ビゴー（Trophime Bigot）、イングランドのジョセフ・ライト・オブ・ダービーらが蝋燭の光の明暗を使った。一方、アントワーヌ・ヴァトーは『雅びな宴（Fêtes galantes）』の葉叢の背景に穏やかな明暗を使い、多くのフランス人画家たち（とくに有名なのがジャン・オノレ・フラゴナール）がそれに続いた。17世紀の終わりになると、ヨハン・ハインリヒ・フュースリーなどがロマンティックな効果を出すために明暗法を使った（19世紀のドラクロワたちがしたように）。

## 映画・写真
映画では強烈なライティングで明暗を強調することがある。たとえば、1922年の映画『吸血鬼ノスフェラトゥ』の壁に映った吸血鬼の影や、『必殺』シリーズなどが有名である。
写真で同様の効果を狙ったものでは、横から強烈なライトを当てたビートルズのアルバム『ウィズ・ザ・ビートルズ』のカバー写真が有名である。
明暗のコントラストを強調する記録写真家では、ユージン・スミス、ヨゼフ・コウデルカ、ダイアン・アーバス、ゲイリー・ウィノグランド、ローター・ヴァレー、アニー・リーボヴィッツ、フローリア・シジスモンディ（Floria Sigismondi）、ラルフ・ギブソン（Ralph Gibson）らがいる。

## ギャラリー

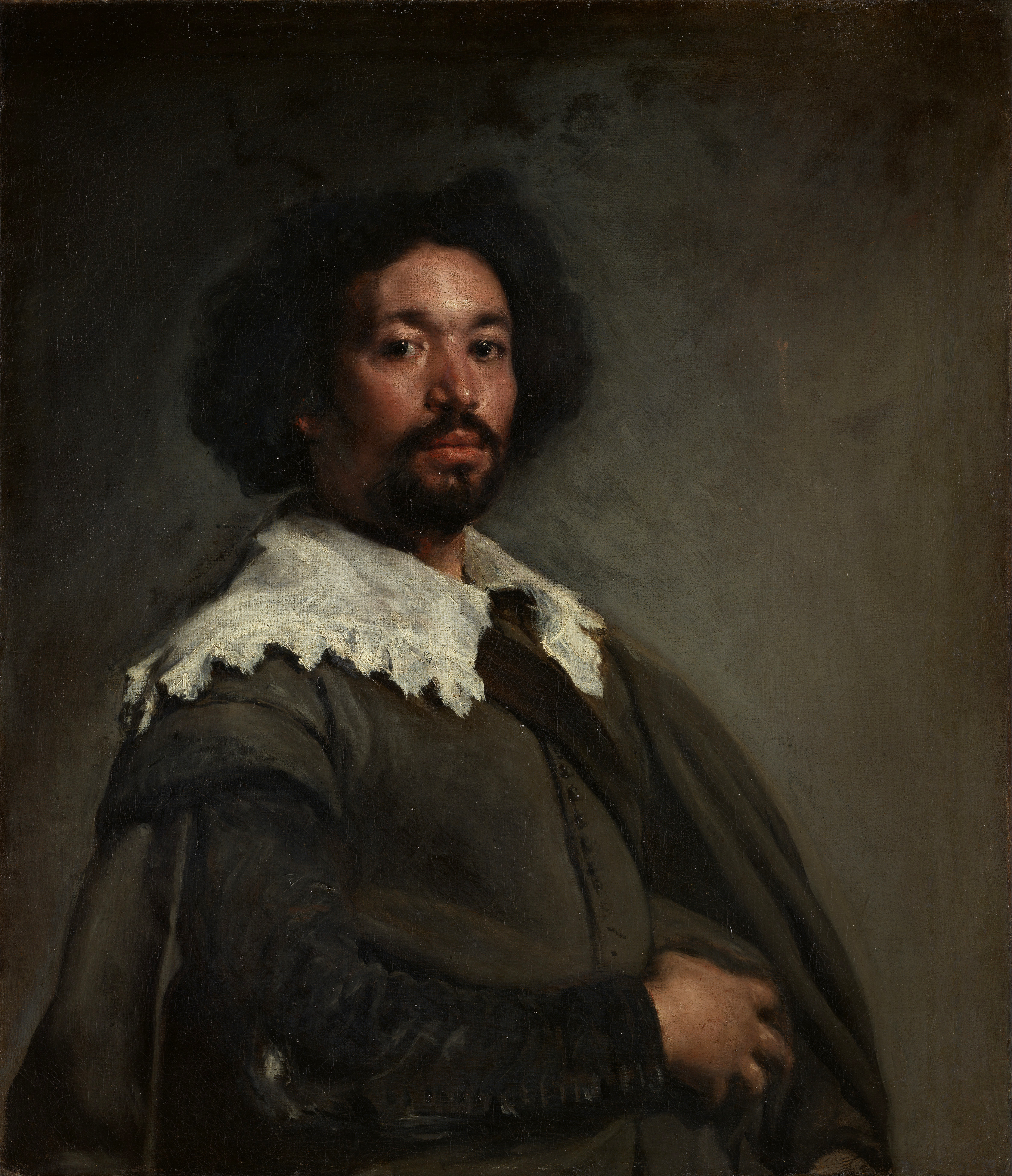
ベラスケスのこの絵は顔と服に薄い明暗をつけている。
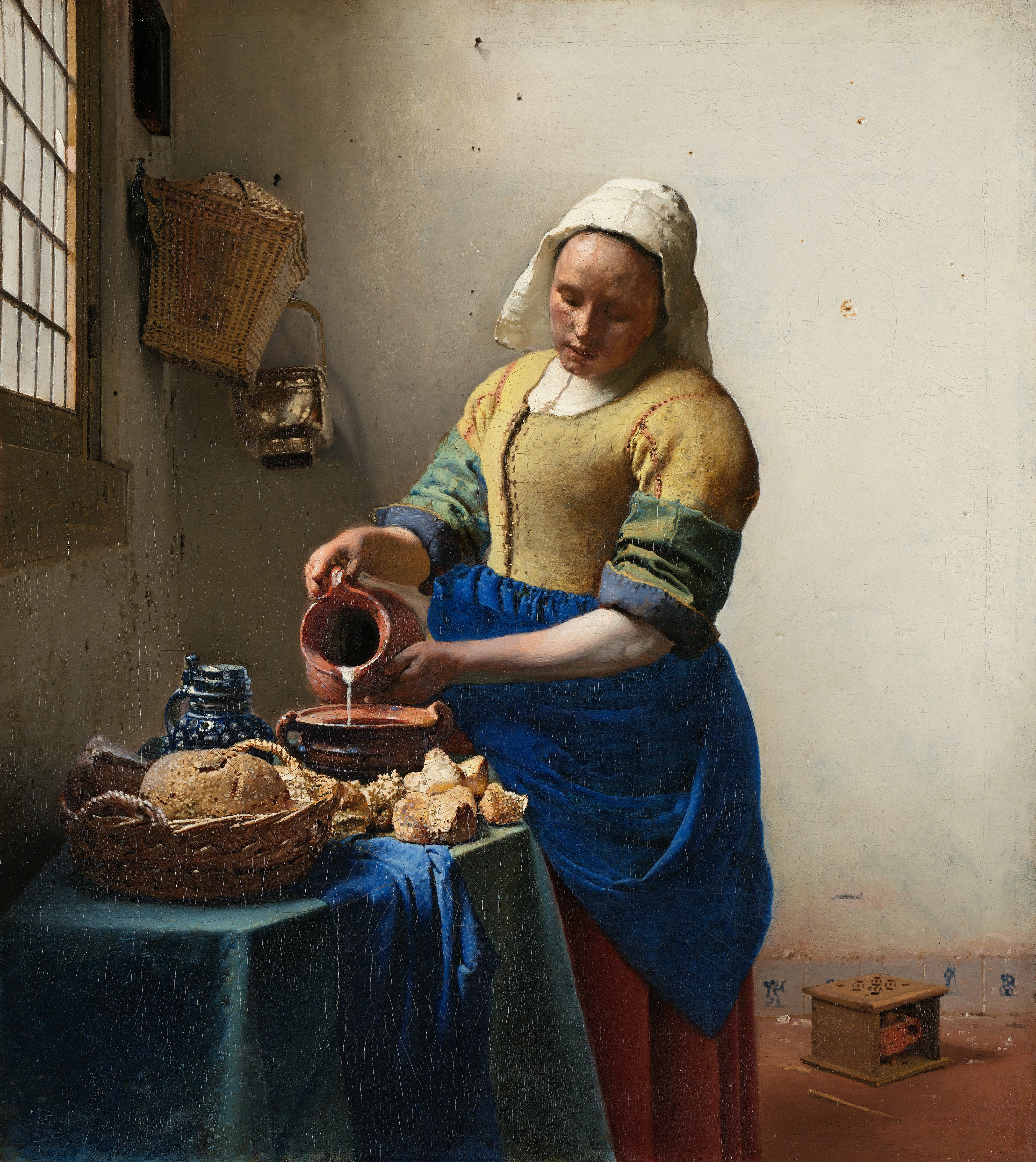
フェルメールの人物への明暗のつけ方は例外的に複雑かつ繊細である。
複製と思えないハッチング（陰影線）と網状の陰影の緻密なエングレービング（15世紀）。
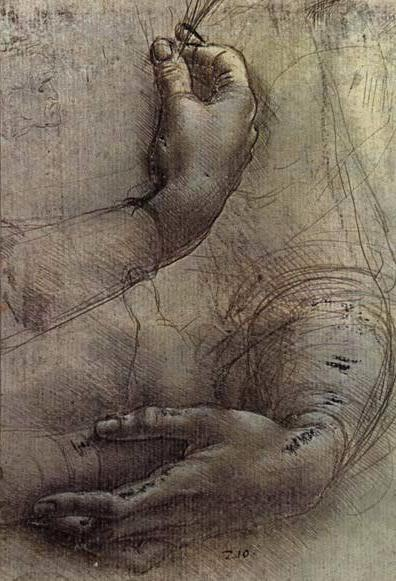
レオナルド・ダ・ヴィンチによる素描。
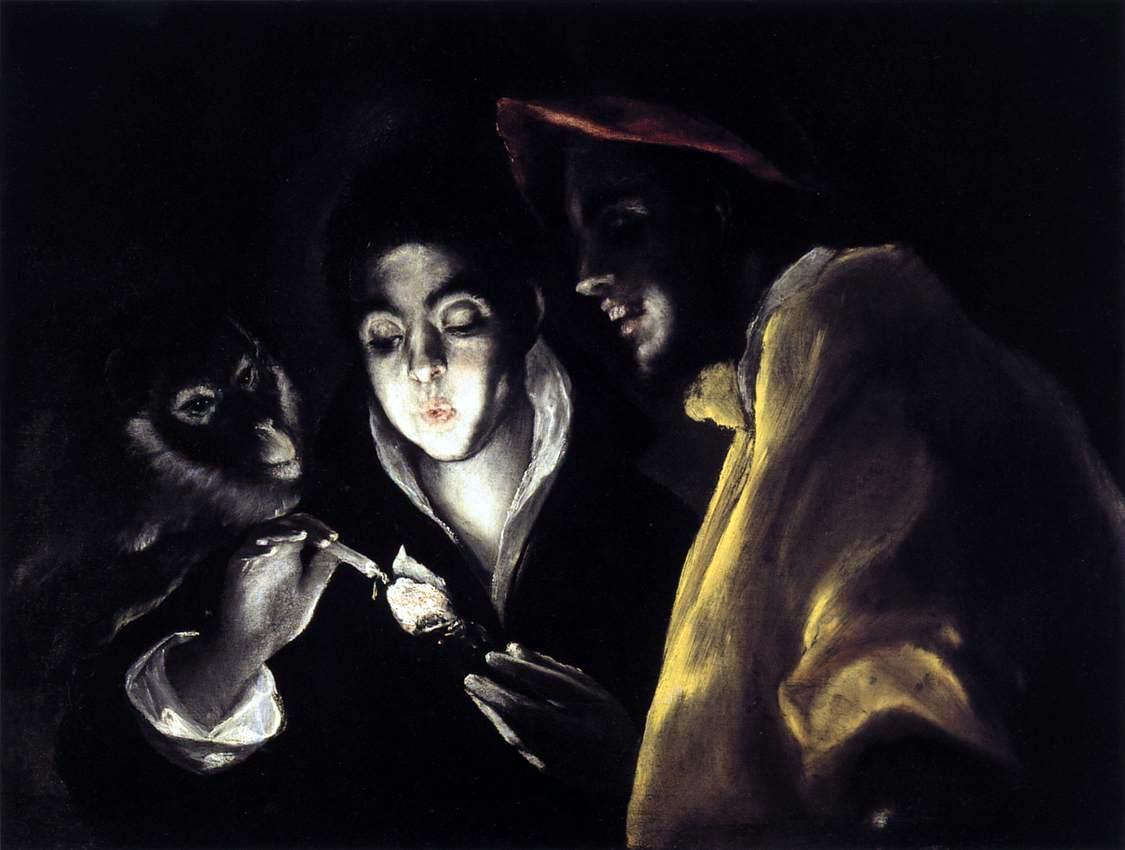
エル・グレコの蝋燭の光に照らされた少年、猿、道化のアレゴリー。
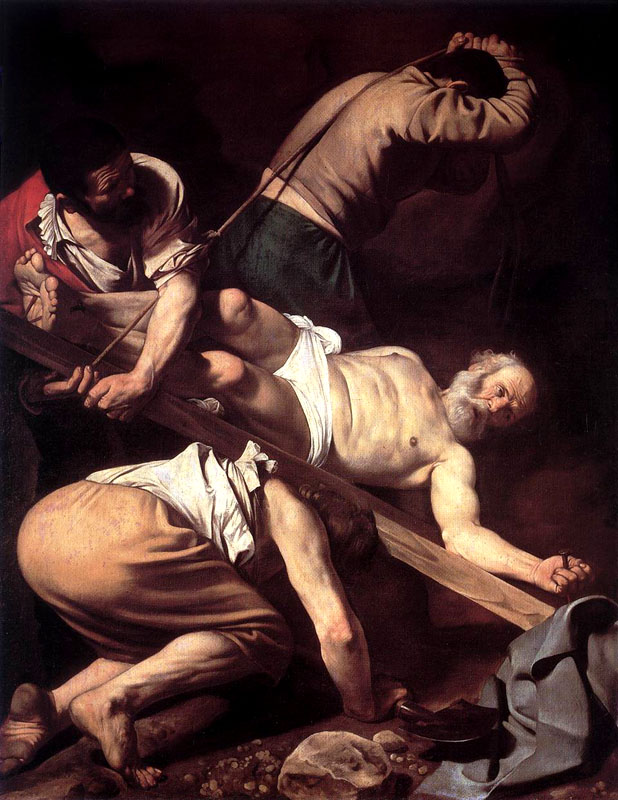
カラヴァッジオの『聖ペテロの磔刑』。
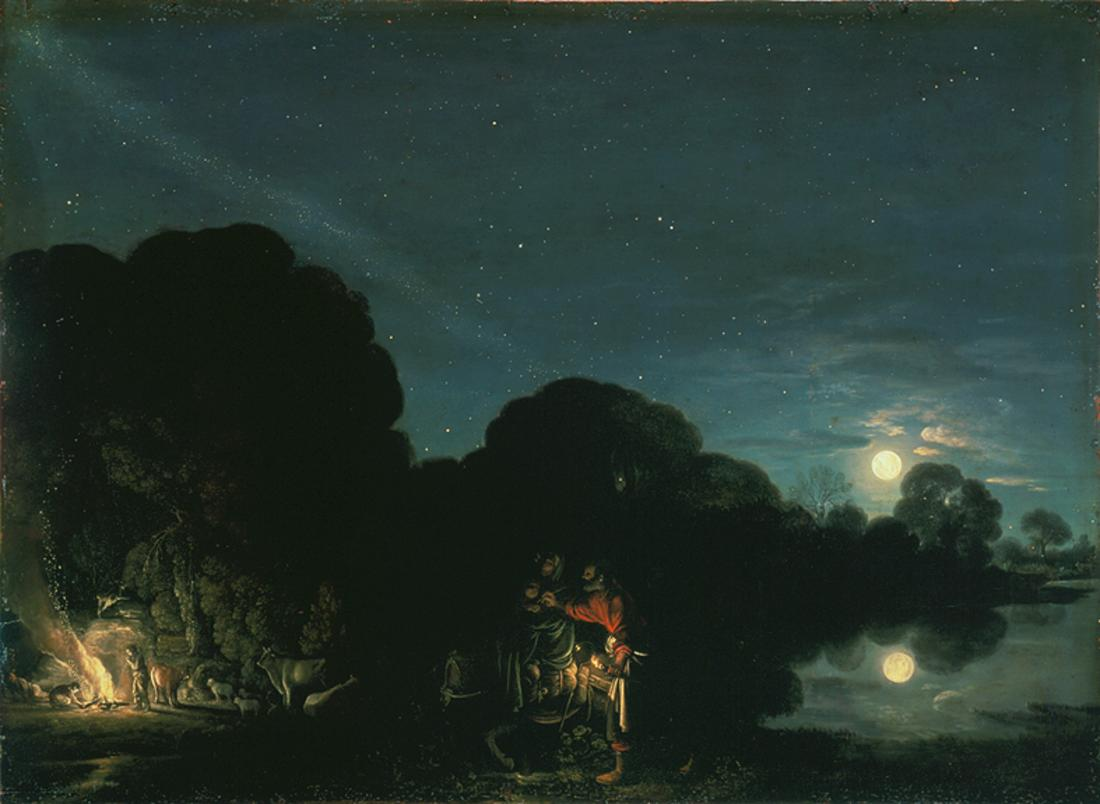
アダム・エルスハイマーの夜景の絵。
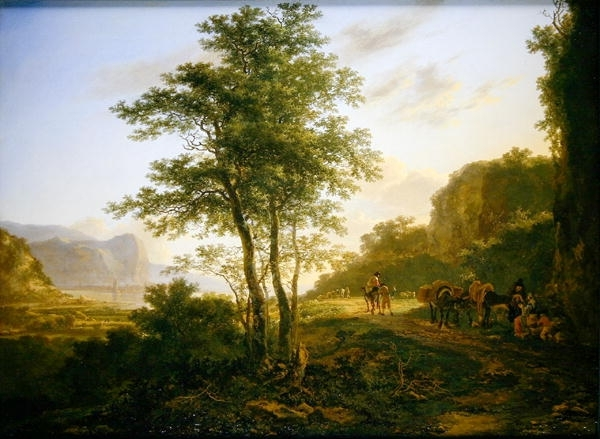
ヤン・ボトの明暗法を使った風景画。
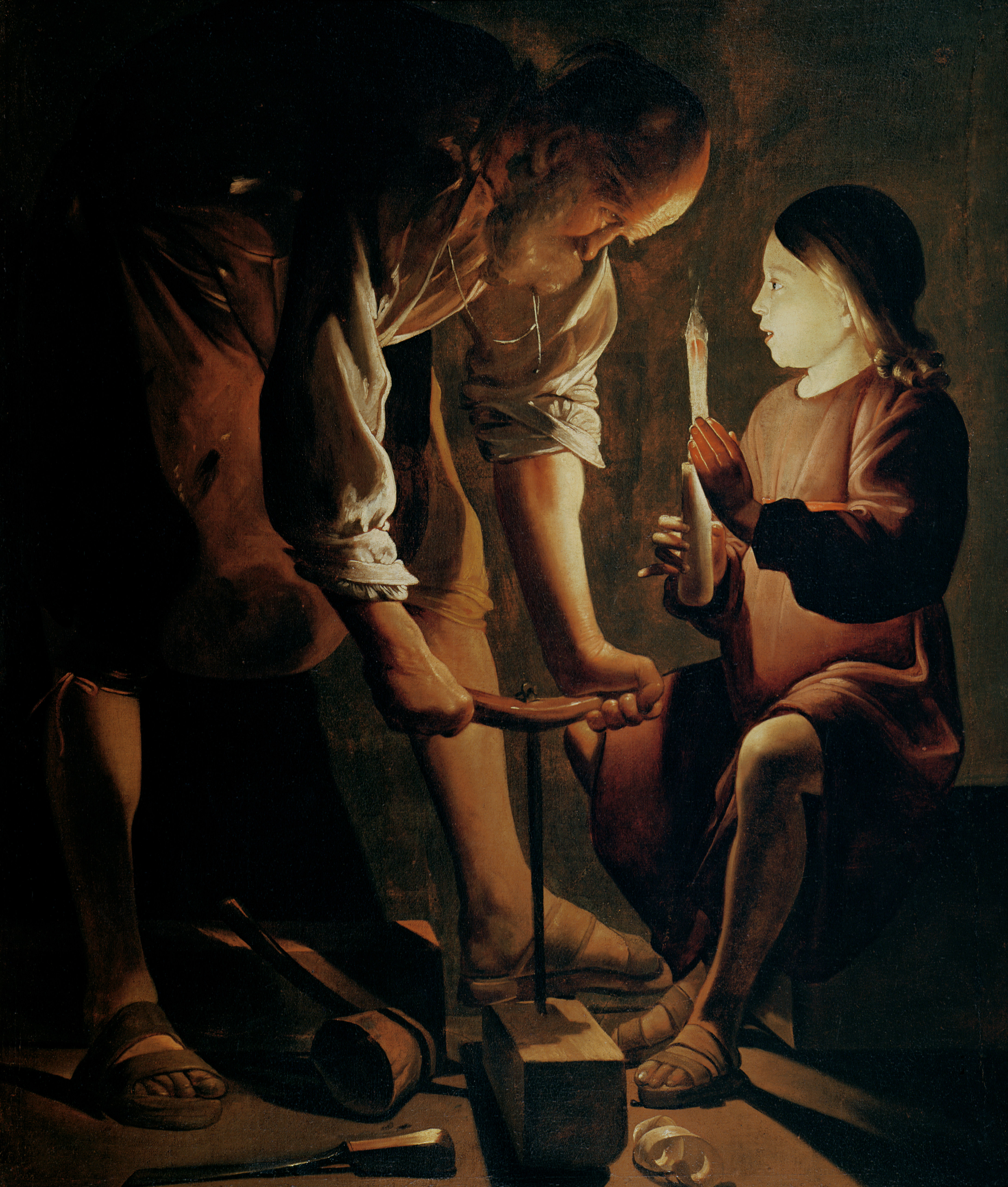
ジョルジュ・ド・ラ・トゥールの『聖ヨセフ』。
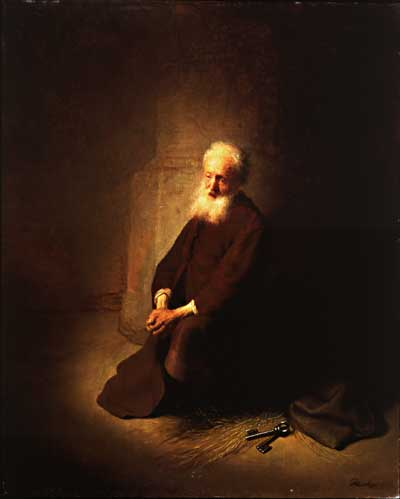
レンブラントの『獄中の聖ペテロ』。
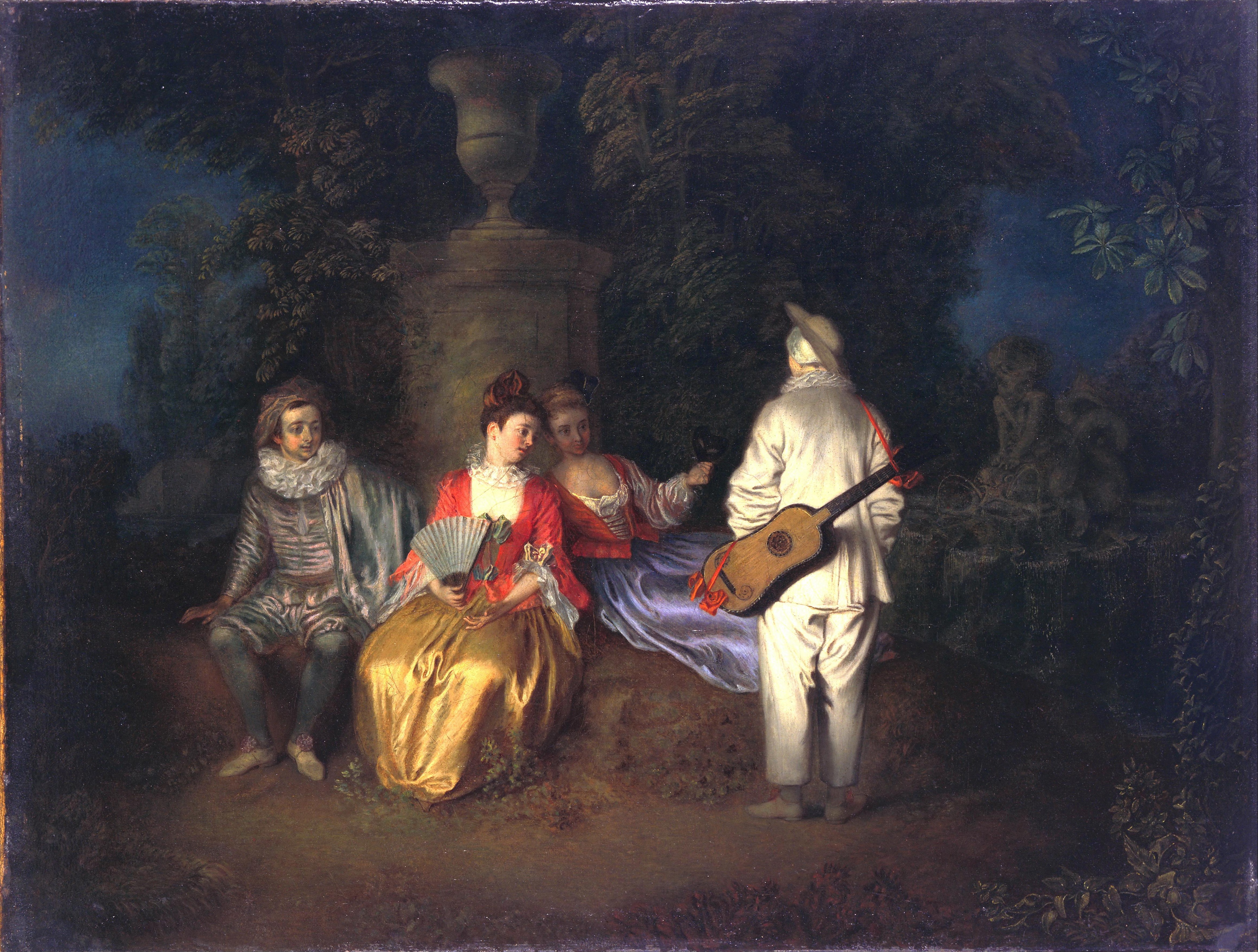
アントワーヌ・ヴァトーの『La Partie carrée』。
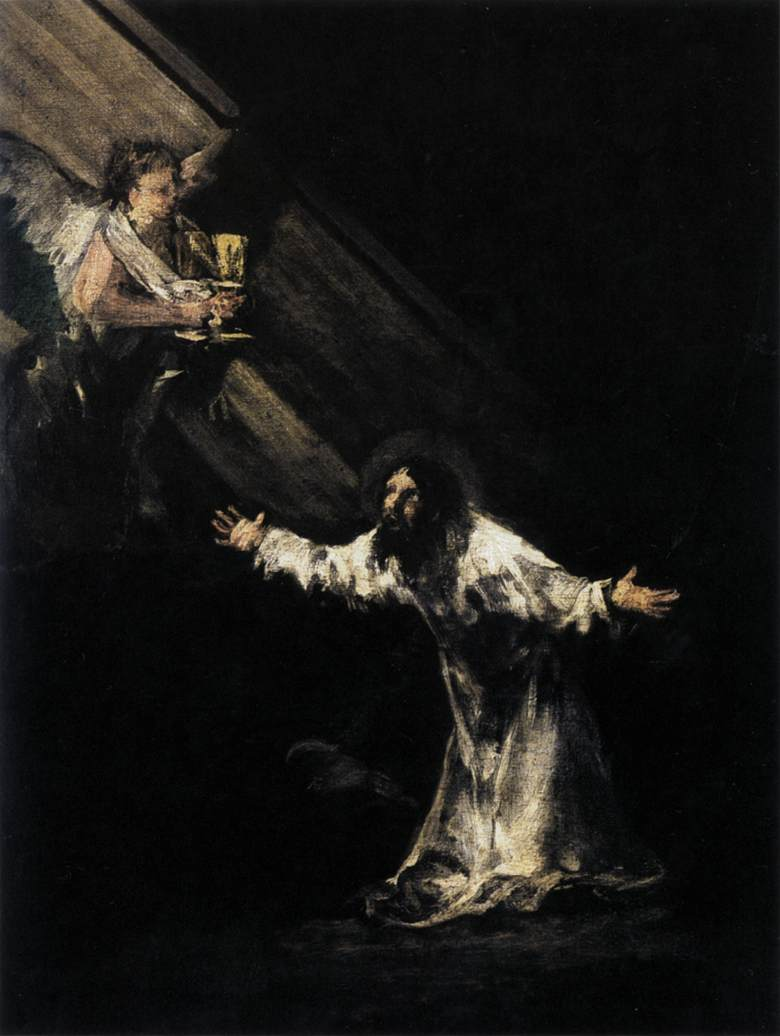
ゴヤの『オリーブの山のキリスト』。
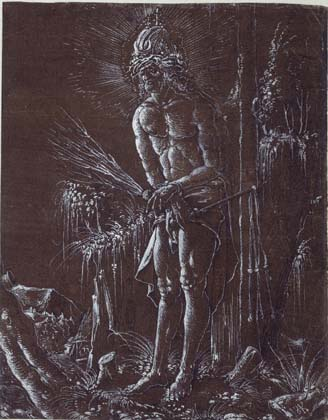
Hans Springinkleeのキアロスクーロ素描『キリスト』（1516年）。
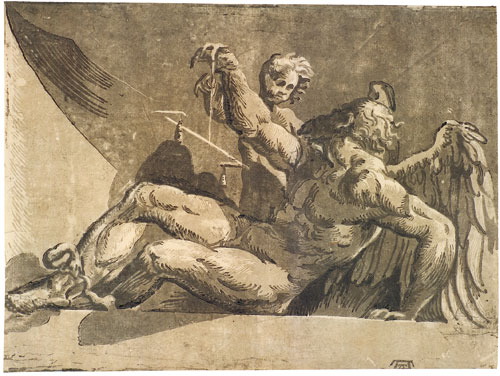
サートゥルヌスを描いた16世紀?のイタリアのキアロスクーロ版画。4つの版木を使用しているが線の版木はないので水彩画のように見える。
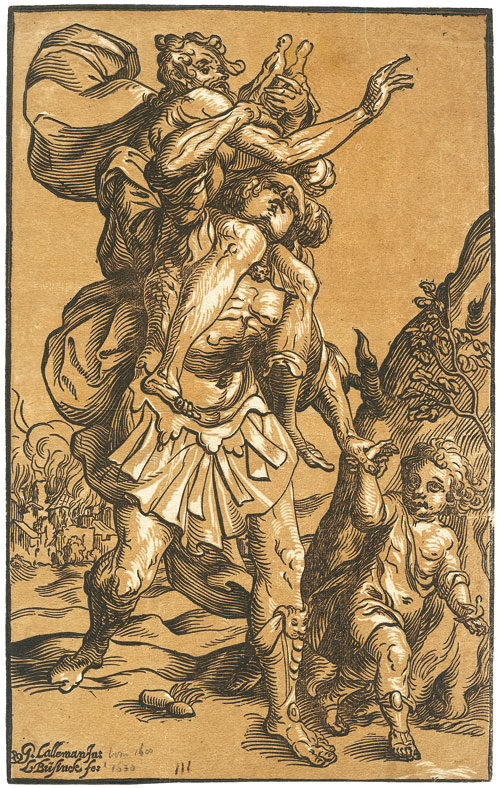
Ludolph Buesinckの『父親を運ぶアエネアス』ドイツのキアロスクーロ版画。1つの線の版木と茶色の版木で刷られている。